# ロバート・ブロヴディ
ロバート・イオシフォビッチ・ブロヴディ（ウクライナ語: Роберт Йосипович Бровді）は、ウクライナの軍人、実業家。ウクライナ英雄（2025年）。2025年よりウクライナ無人システム部隊司令官を務める。

## 経歴
1997年、ウージュホロド国立大学を卒業し企業経済学の学位を取得。1998年以降、小売業、不動産業、建築業で起業活動に携わった。農業政策省での勤務を経て、2010年から2012年まで「ブレッド・インベストブド（Хліб Інвестбуд）」の社長、2012年から2013年まで同社商務部長、2013年から2014年までウクライナ国営食糧穀物公社の取締役会第1副部長を務めた。

### ロシアのウクライナ侵攻
2022年2月7日、ウクライナ領土防衛隊に入隊し、第28独立機械化旅団隷下の小隊の小隊長に任命された。2022年2月24日よりイルピン、ブチャ、ボロジャンカからの住民避難活動に参加した。
2022年12月よりブロヴディは登録ボランティアとしてウクライナ軍部隊への資金、装備の調達、「マージャルの鳥」部隊への取材などを行っている。
2022年5月から6月にかけて、ブロヴディは独立した航空偵察部隊「マージャルの鳥」を設立した。同年11月までに、敵軍の位置特定、前線の哨戒、射弾観測、徘徊型兵器の運用、敵への爆発装置の投下といった任務を遂行した。
2024年1月16日以降、中隊戦術集団「マージャルの鳥」は、ウクライナ海兵隊第414無人航空システム独立大隊として独立した。また、ブロヴディが第414独立大隊の大隊長に就任した。
2024年1月以降、第414独立大隊のハルキウ戦線への配置によりブロヴディもハルキウ方面へ転属となった。
2025年6月3日、ウクライナ無人システム部隊司令官に任命された。
ブロウディは、就任後の最初の演説で、無人システム部隊の積極的な開発の開始を強調した。以下は100日間の行動計画である。
- 既存の経験の即時的な実施
- 具体的な成果の達成 - 6～7の部隊がウクライナ軍無人航空機部隊のトップ10に入る
- 無人システム部隊の計画、調整、報告のための統一電子システムの構築、「ドローンライン」の形成。

投稿の形式は緊急性があり、余計な言葉を使わず、実践的な行動に重点を置いている。

## 栄典
- ウクライナ英雄金星勲章 - 2025年5月8日[11]
- ボフダン・フメリニツキー勲章（2等） - 2025年2月20日[12]
- 軍事功績十字章 - 2024年11月27日[13]
- ボフダン・フメリニツキー勲章（3等） - 2023年11月24日[14]
- ウクライナ国防大臣賞「銃器」 - 2023年[5]
- 名誉バッジ「トランスカルパティアの発展」 - 2023年6月[15]